# Décès en 1987
Décès
- 1983
- 1984
- 1985
- 1986
- 1987
- 1988
- 1989
- 1990
- 1991

Cet article présente une liste de personnalités mortes au cours de l'année 1987.
La liste des personnes référencées dans Wikipédia est disponible dans la page de la Catégorie:Décès en 1987

Les mois de l'année font également l'objet de listes spécifiques :

## Décès par mois

### Inconnu
- Davos Hanich, peintre et sculpteur français (° 30 décembre 1922).
- Ishiwata Koitsu, artiste et peintre japonais de l’école Shin-Hanga (° 1897).
- Edith Muriel Carlisle, médecin américaine (° 1922).

### Mars
- 1er mars : Bertrand de Jouvenel, économiste et homme de lettres français (° 31 octobre 1903).
- 2 mars : Ammar Farhat, peintre tunisien (° 1911).
- 3 mars : Danny Kaye, acteur américain (° 18 janvier 1911).
- 5 mars : Georges Arnaud, écrivain, auteur du Salaire de la peur (° 16 juillet 1917).
- 6 mars : Eddie Durham, tromboniste, guitariste et arranguer de jazz américain (° 19 août 1906).
- 7 mars : Eugène Ebiche, peintre polonais (° 30 décembre 1896).
- 12 mars : Henry Leray, peintre français (° 3 août 1905).
- 13 mars : Finn Viderø, organiste et compositeur danois (° 15 août 1906).
- 14 mars : Tex Fletcher, cowboy chantant, acteur et animateur de radio et de télévision américain (° 17 janvier 1910).
- 19 mars : Louis de Broglie, père de la mécanique ondulatoire français (° 15 août 1892).
- 21 mars : Dean Paul Martin, acteur et chanteur américain (° 17 novembre 1951).
- 22 mars :
  - Odysséas Angelís, homme politique grec (° 3 février 1912).
  - Atila Biro, architecte et peintre hongrois, naturalisé français (° 20 mars 1931).
  - Henri de Linarès, peintre animalier français (° 8 août 1904).
- 23 mars : Emilio Giuseppe Dossena, peintre italien (° 10 décembre 1903).
- 26 mars : Walter Abel, acteur américain (° 6 juin 1898).
- 27 mars :
  - William Bowers, scénariste américain (° 17 janvier 1916).
  - Yūkei Teshima, peintre et calligraphe japonais (° 13 novembre 1901).
- 28 mars : Patrick Troughton, acteur britannique (° 25 mars 1920).
- 30 mars : André Marfaing, peintre et graveur français  (° 11 décembre 1925).

### Avril
- 1er avril : Henri Cochet, joueur de tennis français (° 14 décembre 1901).
- 3 avril : Robert Dalban, comédien français (° 19 juillet 1903).
- 4 avril : Chögyam Trungpa Rinpoché, maître du bouddhisme tibétain (° 5 mars 1939).
- 8 avril : Tommy Abbott, acteur, danseur et chorégraphe américain (° 4 novembre 1934).
- 11 avril :
  - Arnold Deraeymaeker, joueur et entraîneur de football belge (° 3 octobre 1916).
  - Primo Levi, chimiste et écrivain italien (° 31 juillet 1919).
- 19 avril : Paul Maye, coureur cycliste français (° 19 août 1913).
- 20 avril : 
  - Antonino Catalano, coureur cycliste italien (° 3 juillet 1932).
  - Harry Gourlay, personnalité politique britannique  (° 10 juillet 1916).
- 24 avril : Alexis Chantraine, footballeur belge (° 16 mars 1901).
- 25 avril : Charlotte May Pierstorff, célébrité américaine (° 12 mai 1908)
- 27 avril : Robert Favre Le Bret, fondateur du Festival de Cannes (° 25 août 1904).
- 30 avril : Marc Aaronson, astronome américain (° 24 août 1950).

### Mai
- 1er mai : Fujio Yoshida, peintre et graveuse japonaise (° 5 octobre 1887).
- 3 mai :
  - Dalida, chanteuse française (° 17 janvier 1933).
  - Roberto Santos, réalisateur brésilien (° 15 avril 1928).
- 4 mai : Noureddine Khayachi, peintre tunisien (° 14 décembre 1918).
- 6 mai : Roger Magnin, joueur et entraîneur de football français (° 10 août 1916)[1].
- 7 mai :
  - Charlotte Alix, décoratrice et peintre illustratrice française (° 15 octobre 1897).
  - José Amaro, coureur cycliste portugais (° 13 janvier 1954).
- 9 mai : Lucien Choury, coureur cycliste français (° 26 mars 1898).
- 10 mai : Sadamichi Hirasawa, peintre de tempera japonais (° 18 février 1892).
- 11 mai : Emmanuel Vitria, doyen à l'époque des greffes du cœur (° 24 janvier 1920).
- 13 mai : Pierre Jaquillard, diplomate et historien de l'art suisse (° 1915).
- 14 mai :
  - Marcelle Brunswig, peintre figurative postimpressionniste française (° 1903).
  - Rita Hayworth, actrice américaine (° 17 octobre 1918).
- 19 mai : Stanisław Szukalski, peintre et sculpteur polonais (° 13 décembre 1893).
- 26 mai : Ajita Wilson, actrice pornographique américaine (° 12 janvier 1950).
- 31 mai : Domenico Piemontesi, coureur cycliste italien (° 11 janvier 1903).

### Juin
- 2 juin :
  - Sammy Kaye, musicien américain (° 13 mars 1910).
  - Andrès Segovia, guitariste espagnol (° 21 février 1893).
- 3 juin : Pham Dang Tri, peintre vietnamien (° 24 août 1920).
- 6 juin : Dmitri Klebanov, compositeur ukrainien (° 25 juillet 1907).
- 9 juin : Grandon Rhodes, acteur américain (° 7 août 1904).
- 11 juin : Marin-Marie, écrivain et peintre français (° 10 décembre 1901).
- 14 juin : Alfred Keller, compositeur suisse (° 5 janvier 1907).
- 17 juin : Fabio Battesini, coureur cycliste italien (° 19 février 1912).
- 18 juin : Gueorgui Nisski, peintre russe puis soviétique (° 8 janvier 1903).
- 19 juin : Michel de Saint Pierre, écrivain français (° 12 février 1916).
- 20 juin : Mariano Cañardo, coureur cycliste espagnol (° 5 février 1906).
- 21 juin : Abram Chasins, compositeur, pianiste, professeur, musicologue, écrivain et homme de radio américain (° 17 août 1903).
- 22 juin : Fred Astaire, acteur et danseur américain (° 10 mai 1899).
- 23 juin : Sauveur Ducazeaux, coureur cycliste français (° 8 décembre 1910).
- 24 juin : Jackie Gleason, acteur compositeur, producteur, scénariste et réalisateur américain (° 26 février 1916).
- 30 juin :
  - King Donovan, acteur et réalisateur américain (° 25 janvier 1918).
  - Marthe Flandrin, peintre française (° 4 août 1904).
  - Federico Mompou, compositeur et pianiste espagnol (° 16 avril 1893).
- ? juin : Albert Harding, écrivain, ingénieur et homme politique américain (° 27 août 1912).

### Juillet
- 3 juillet : Chuta Kimura, peintre japonais (° 25 février 1917).
- 4 juillet : Michel Paccard, joueur français de hockey sur glace ((° 1er novembre 1908).
- 8 juillet : Franjo Wölfl, footballeur international croate et yougoslave et sélectionneur de la Yougoslavie (° 18 mai 1918).
- 15 juillet : Alfie Bass, acteur anglais (° 10 avril 1916).
- 20 juillet : Alexander Wood, footballeur international américain (° 12 juin 1907).
- 22 juillet : Henry Tayali, peintre, graveur, sculpteur, conteur et conférencier zambien (° 22 novembre 1943).
- 26 juillet : Mario Radice, peintre italien (° 10 août 1898).
- 28 juillet : Louis Monboucher, footballeur français (° 4 février 1921).
- 30 juillet : Michel Tapié, critique d'art, musicien, peintre, sculpteur, organisateur d'expositions et théoricien de l'art français (° 26 février 1909).
- 31 juillet :
  - Aleksandar Petrović, footballeur international yougoslave devenu entraîneur (° 8 septembre 1914).
  - Narciso Soldan, footballeur italien (° 11 décembre 1927)[2].

### Août
- 1er août :
  - Pola Negri, actrice polonaise (° 3 janvier 1897).
  - Alois Pfeiffer, syndicaliste et homme politique allemand (° 25 septembre 1924).
- 2 août :
  - Carlos Clarens, écrivain, acteur, photographe de plateau et historien du cinéma américain (° 7 juillet 1930).
  - Adolf Schön, coureur cycliste allemand (° 8 avril 1906).
- 4 août : Dick Farney, pianiste, chanteur et compositeur brésilien (° 14 novembre 1921).
- 6 août :
  - Sherwood Bailey, acteur américain (° 6 août 1923).
  - Léon Noël, homme politique français, premier président du Conseil constitutionnel français (° 28 mars 1888).
- 8 août :
  - Jean Frisano, peintre, dessinateur et illustrateur français (° 6 mai 1927).
  - Juan Queraltó, homme politique argentin (° 1912).
- 13 août : Eudaldo, peintre non figuratif français d'origine chilienne de la nouvelle École de Paris (° 12 décembre 1914).
- 15 août : Louis Scutenaire, écrivain et poète surréaliste belge d'expression française (° 29 juin 1905).
- 16 août : Pepe Cáceres (José Eslava Cáceres), matador colombien (° 16 mars 1935).
- 17 août : Rudolf Hess, criminel de guerre nazi (° 26 avril 1894).
- 19 août : Héctor Abad Gómez, médecin, essayiste, défenseur des droits de l'homme et spécialiste en santé publique colombien (° 1921).
- 22 août :  Alex Curling, homme politique d'origine afro-caribéenne (° 3 septembre 1908).
- 23 août :
  - Didier Pironi, pilote automobile et motonautique français (° 26 mars 1952).
  - Bernard Giroux, journaliste sportif et copilote automobile français (° 10 mars 1950).
- 24 août : Bayard Rustin, militant et stratège politique américain du mouvement des droits civiques (° 17 mars 1912).
- 28 août : John Huston, acteur, scénariste et réalisateur américain (° 5 août 1906).
- 29 août :
  - Naji al-Ali, caricaturiste, journaliste et peintre palestinien (° vers 1937).
  - Lee Marvin, acteur américain (° 19 février 1924).

### Septembre
- 1er septembre : Philip Friend, acteur anglais (° 20 février 1915).
- 2 septembre : Alfredo Oscar Saint-Jean, militaire et homme d'État argentin (° 11 novembre 1926).
- 3 septembre : Morton Feldman, compositeur américain (° 12 janvier 1926).
- 4 septembre :
  - Charles Cottet, peintre suisse (° 18 juin 1924).
  - José Francàs, footballeur espagnol (° 9 octobre 1915).
- 5 septembre : Wolfgang Fortner, compositeur allemand (° 2 octobre 1907).
- 8 septembre : Julián Vergara, footballeur espagnol (° 13 septembre 1913).
- 11 septembre : 
  - Lorne Greene, acteur et producteur canadien (° 12 février 1915).
  - Peter Tosh, chanteur de reggae jamaïcain (° 19 octobre 1944).
  - John Lloyd Waddy, pilote de chasse puis homme politique australien (° 10 décembre 1916).
- 12 septembre : Georges Laouénan, compagnon de la Libération (° 11 août 1920).
- 14 septembre :
  - Octave Dayen, coureur cycliste français (° 17 juillet 1906).
  - Pierre Farrey, peintre et décorateur français (° 14 janvier 1896).
- 20 septembre : Alfred Georges Regner, peintre graveur français (° 22 février 1902).
- 21 septembre : Jaco Pastorius, bassiste de jazz américain (° 1er décembre 1951).
- 23 septembre : Bob Fosse, chorégraphe et réalisateur américain (° 23 juin 1927).
- 27 septembre : Yves Lagatu, aviateur des Forces françaises libres, compagnon de la Libération (° 8 novembre 1914).
- 30 septembre : Alfred Bester, auteur de science-fiction américain (° 18 décembre 1913).

### Octobre
- 1er octobre : István Palotás, Footballeur international hongrois devenu entraîneur (° 5 mars 1908).
- 3 octobre : Jean Anouilh, écrivain français (° 23 juin 1910).
- 8 octobre : 
  - Louise-Denise Damasse, peintre portraitiste et résistante française (° 7 octobre 1901).
  - Paul Winter, chef des Forces françaises de l'intérieur du Haut-Rhin pendant la Seconde Guerre mondiale (° 25 août 1898).
- 13 octobre : Thea Gerard, peintre néerlandaise (° 22 juillet 1938).
- 14 octobre : Rodolfo Halffter, compositeur espagnol naturalisé mexicain (° 30 octobre 1900).
- 15 octobre : Thomas Sankara, président du Burkina Faso (° 21 décembre 1949).
- 22 octobre : Lino Ventura, acteur franco-italien (° 14 juillet 1919).
- 23 octobre :
  - Jimmy Mullen, footballeur international anglais (° 6 janvier 1923).
  - Alejandro Scopelli, international argentin et italien devenu entraîneur et sélectionneur du Chili (° 12 mai 1908).
- 25 octobre : Pascal Jules, coureur cycliste français (° 22 juillet 1961).
- 27 octobre : Jean Hélion, peintre et graveur français (° 21 avril 1904).
- 27 octobre : 
  - Rudolf Haferkorn espérantiste allemand (° 21 août 1896).
  - Mario Siciliano, scénariste, réalisateur et producteur de cinéma italien (° 9 mai 1925).
- 28 octobre : André Masson, peintre, graveur, illustrateur et décorateur de théâtre français (° 4 janvier 1896).

### Novembre
- 13 novembre : Marie-Renée Chevallier-Kervern, graveuse et peintre française (° 1902).
- 20 novembre : Claire Olivier-Tiberghien, peintre et professeur de dessin française (° 19 juin 1906).
- 23 novembre : Gene Blakely, acteur américain  (° 8 juin 1922).

### Décembre
- 1er décembre : Jean Avellaneda, footballeur français devenu entraîneur (° 11 octobre 1915).
- 2 décembre : Donn Eisele, astronaute américain (° 23 juin 1930).
- 4 décembre : Pericle Fazzini, peintre et sculpteur italien (° 4 mai 1913).
- 7 décembre : Philippe Tesnière, coureur cycliste français (° 2 février 1955).
- 8 décembre : José Casanova, footballeur international péruvien (° 12 mai 1964).
- 9 décembre : François Gall, peintre français (° 22 mars 1912).
- 10 décembre : Jascha Heifetz, violoniste lituanien (° 2 février 1901).
- 14 décembre : Copi dessinateur de BD, auteur dramatique, écrivain argentin (° 20 novembre 1939).
- 15 décembre : Herbert Theurillat, peintre, graveur et dessinateur suisse (° 12 mars 1896).
- 17 décembre :
  - Warne Marsh, saxophoniste de jazz américain (° 26 octobre 1927).
  - Marguerite Yourcenar, femme de lettres, première femme élue à l'Académie française (° 8 juin 1903).
- 19 décembre :
  - Robert Adler, acteur américain (° 24 mars 1906).
  - Jean Hamelin, homme politique français (° 2 février 1916).
- 22 décembre : Paule Marrot, peintre française (° 17 avril 1902).
- 25 décembre : 
  - André Saint-Luc, comédien français (° 6 janvier 1901).
  - Manolo González, matador espagnol (° 7 décembre 1929).
- 27 décembre : Irène Zurkinden, peintre suisse (° 11 décembre 1909).